# Devanangurichi
Devanangurichi (o Devanankurichi) è una suddivisione dell'India, classificata come census town, di 6.817 abitanti, situata nel distretto di Namakkal, nello stato federato del Tamil Nadu. In base al numero di abitanti la città rientra nella classe V (da 5.000 a 9.999 persone).

## Geografia fisica
La città è situata a 11° 23' 48 N e 77° 51' 26 E.

## Società

### Evoluzione demografica
Al censimento del 2001 la popolazione di Devanangurichi assommava a 6.817 persone, delle quali 3.478 maschi e 3.339 femmine. I bambini di età inferiore o uguale ai sei anni assommavano a 745, dei quali 383 maschi e 362 femmine. Infine, coloro che erano in grado di saper almeno leggere e scrivere erano 4.176, dei quali 2.463 maschi e 1.713 femmine.